# Selenophorus gagatinus
Selenophorus gagatinus är en skalbaggsart som beskrevs av Pierre François Marie Auguste Dejean. Selenophorus gagatinus ingår i släktet Selenophorus och familjen jordlöpare. Inga underarter finns listade i Catalogue of Life.